# Милоје Закић
Милоје Закић (Мудраковац, код Крушевца, 17. јул 1912 — Куршумлија, 23. фебруар 1942) био је учесник Народноослободилачке борбе и народни херој Југославије.

## Биографија
Рођен је 17. јула 1912. године у селу Мудраковац, код Крушевца. Потицао је из сиромашне сељачке породице. Одрастао је у родном селу, где је завршио основну школу. Потом је уписао Војну занатску школу завода „Обилићево“ код Крушевца. Током школовања није се мирио са нехуманим поступцима школске управе према питомцима, па је због тога јавно протестовао. Ово му је подигло углед међу питомцима школе, али и навукло мржњу наставника.
Касније се укључио у омладински револуционарни покрет и постао члан Савеза комунистичке омладине Југославије (СКОЈ). Како се ближио крај његовог школовања, тако је постајао све активнији у револуционарном покрету. У чланство Комунистичке партије Југославије (КПЈ) примљен је 1935. године. Исте године је матурирао и запослио се у војном заводу „Обилићево“.
На послу је ширио политичку делатност међу радницима завода, због чега је био ухапшен и одведен у крагујевачки затвор. После вишедневног батињана и злостављана, био је пребачен у истражни затвор на Ади Циганлији. Пред полицијом се добро држао и порицао све оптужбе, због чега је услед недостака доказа 7. новембра 1937. године био пуштен на слободу.
Иако га је полиција ослободила, услед недостака доказа, добио је отказ у војном заводу. После дужег трагања за послом, успео је да се запосли као касир у највећем хотелу у Крушевцу. Марта 1939. године у Крушевцу је учествовао у антифашистичким демонстрацијама против агресије на Чехословачку. Тада је говорио демонстрантима у центру града, али је због овога добио отказ на послу. Поново је био у потрази за послом, како бих издржавао четворочлану породицу.
Одлазио је у рудник Трепчу, а затим у рудник Брђани, код Чачка. Ту је радио само неколико дана и опет добио отказ, јер су га полицијски агенти свуда пратили и онемогућавали му да се запосли. Потом је отишао у Београд, где се запослио као лаборант у хемијској лабораторији Техничког факултета. Овде се повезао са студентима који су учествовали у револуционарном покрету.
Априла 1941. године када је извршен напад на Југославију, пријавио се да брани земљу, али се његова јединица убрзо распала. Успео је да побегне из заробљеништва и да се врати у Крушевац, где се одмах укључио у рад партијске организације. Активно је радио на припремама за оружани устанак и на формирању партизанских јединица. Када је 22. јула 1941. године у месту Дедина, у близини Крушевца, формиран је Расински партизански одред, Милоје је на предлог Окружног комитета КПЈ за Крушевац био именован за команданта одреда.
Под његовим непосредном командом, једна десетина Одреда је 1. августа, успела да поруши железничку пругу Ниш—Сталаћ, код села Браљине, чиме је два дана прекинут железнички саобраћај. Потом је Одред водио нове борбе – напад на жандармеријску станицу у Дедини, 28. августа и Великом Шиљеговцу, 30. августа, па поново напади на комуникације. Потом је Одред водио акције на подручју Топлице. У свим окршајима Расинског одреда Милоје је био у првом борбеном строју и својим личним примером је уливао поверење борцима.
Одред је временом стално јачао, а крајем 1941. године је прешао на терен Топлице, где је сарађивао са Топличким партизанским одредом. Партизани су ослободили Куршумлију 15/16. фебруара 1942. године. Одбијајући четнички противнапад, 23. фебруара 1942. године, захваћен митраљеским рафалом, Милоје је био тешко рањен. Непокретног, четници су га изболи бајонетима и његово тело одвукли у непознатом правцу.
Указом Председништва АВНОЈ-а постхумно је 6. јула 1945. одликована Орденом заслуга за народ другог реда, Указом Президијума Народне скупштине ФНРЈ проглашен је за народног хероја 20. децембра 1951. године.
Име Милоја Закића данас носи једна основна школа у Куршумлији, а носила га је и данашња корпорација "Трајал" (претходно војни завод "Обилићево", у којем је Закић радио). Што званично што колоквијално, пнеуматици овог произвођача су поред "Трајал" и "Обилићево" називани и "Закићево".